# Гирудиноз

Гирудино́з (hirudinosis; лат. hinido, от hirudinis пиявка + -osis) — болезнь человека и животных, инфестация, возникающая вследствие нападения пиявок.
По Международной классификации болезней МКБ-10 имеет код B83.4 (внутренний гирудиноз), B88.3 (наружный гирудиноз).

## Этиология
Человека могут поражать следующие виды и роды пиявок:
- Tyrannobdella rex (локализация: нос)
- Нильская пиявка Limnatis nilotica (локализация: гортань, пищевод, носовая полость, трахея, влагалище, конъюнктивальный мешок)
- Туркестанская пиявка Limnatis turkestanica (внутренний гирудиноз)
- Конская пиявка гранулоза Limnatis granulosa (локализация: носовая полость)
- Обыкновенная медицинская пиявка Hirudo medicinalis (локализация: трахея, бронхи, мочевые пути, кожа, слизистая оболочка полости рта)
- Японская медицинская пиявка Hirudo japonica (локализация: кожа, ротовая полость, носоглотка, конъюнктивальный мешок)
- Черепашья пиявка (гементерия) Haementeria costata (локализация: кожа)
- Hirudinaria manillensis (локализация: кожа)
- Macrobdella decora (локализация: кожа)
- Большая ложноконская пиявка Haemopis sanguisuga — не сосёт кровь, хотя и присасывается к телу животных и человека
- Гемопис болотная Haemopis paludum (локализация: полость носа, гортань)
- Гемопис яванская Haemopis javanica (локализация: ротовая полость, пищевод, трахея и др.)
- Гемопис вагинальная Haemopis vagans (локализация: слизистая оболочка влагалища)
- Гемопис фаллосная Haemopis fallax (локализация: слизистая оболочка ротовой полости и влагалища, уретра)
- Гемопис морситанс Haemopis morsitans (внутренний гирудиноз)
- Гемадипс Haemadipsa zeylanica (локализация: кожа)
- Филэмон Philoemon (локализация: носоглотка, кожа)

## Патогенез
Пиявки, нападая на человека, могут присасываться к коже (в основном в области икр, плеч, подмышечных впадин, шеи, промежности и между ягодицами) и проникать в различные полости организма, сообщающиеся с окружающей средой (например, в дыхательные пути, желудочно-кишечный тракт).
Поэтому различают наружный и внутренний гирудиноз.
Распространён гирудиноз в основном в тропиках.
Выделяя гирудин, являющийся сильным антикоагулянтом, а также гистаминоподобное вещество, расширяющее капилляры, пиявки вызывают кровотечение в месте присасывания. Возможны развитие анемии, головные боли и другие симптомы в зависимости от локализации паразита. Наиболее опасно присасывание пиявки к голосовым складкам или к стенке трахеи, так как это может привести к асфиксии.

## Лечение и профилактика
Диагноз ставят на основании обнаружения пиявок, данных анамнеза. Ведущий симптом — кровотечение, кровохарканье. Дифференциальный диагноз гирудиноза полости носа и носоглотки проводят с полипозом. Гирудиноз мочевого пузыря и влагалища дифференцируют с опухолью. Гирудиноз желудка и кишечника дифференцируют с кишечными кровотечениями другой этиологии — опухолью, язвой.
Лечение заключается в удалении пиявок. С кожи их снимают с помощью тампона, смоченного спиртовым раствором йода или спиртом, прижигают пиявок пламенем спички; для удаления пиявок с видимых слизистых оболочек (например, полости рта) применяют крепкий раствор поваренной соли (полоскание, орошение). Для остановки возникшего после удаления пиявки кровотечения накладывают давящую повязку, скобки, при наличии показаний применяют антианемические средства. Иногда возникает необходимость оперативного лечения, например при удалении пиявок из носовых ходов, глотки, трахеи. В целях профилактики гирудиноза при питье воды из открытых водоёмов необходимо пользоваться посудой, проверяя, нет ли в воде пиявок. При работе в заболоченных местах следует носить резиновые сапоги.
Прогноз наружного гирудиноза и при раннем диагнозе внутреннего гирудиноза — благоприятный.

## Трансмиссивные болезни
В пиявках могут длительное время сохранять жизнедеятельность патогенные микроорганизмы. Например, возбудитель брюшного тифа выживает в организме пиявки до 30 дней, паратифа B — до 90 дней. Тем не менее роль пиявок в заражении человека трансмиссивными болезнями не подтверждена.

## Ветеринарное значение
Пиявки кроме человека поражают также домашних животных, аквариумных и промысловых рыб, у которых вызывают такие заболевания, как писциколёз.